# RD-0110

RD-0110は液体酸素とケロシンを推進剤として使用するガス発生器サイクルのロケットエンジンである。RD-0110エンジンはソユーズ、ソユーズU、ソユーズU2、ソユーズFG、ソユーズ 2.1aの3段目であるブロックIに使用された。RD-0110キマフトマティキ設計局によって開発された。
2011年8月24日に打ち上げられたプログレスM-12M補給船はRD-0110エンジンの故障が原因で打ち上げに失敗した。
最新のソユーズ-2.1bとソユーズ-2.1vで使用されるブロックIでは後継のRD-0124を搭載する。
2018年2月時点で既に初飛行から57年以上運用されている。

## 歴史
OKB-154のS.A. コズベルグは無人のモルニヤ ブロック-Iのためのエンジンを開発することになった。そのためRD-0107が1960年から 1961年にかけて同様にOKB-154によって設計されたSS-8 Sasin ICBMのエンジンであるRD-0106 (GRAU Index: 8D715)を基に開発された。同様にボストーク ブロック-E RD-0105/RD-0109の開発経験も役立った。 エンジンは1960年10月10日に初飛行して最後のモルニヤの飛行は1967年10月22日だった。
有人仕様のボスホートブロック-Iのエンジンでは有人仕様の3K基準を満たすことが必要だった。1963年にOKB-154は新型のエンジンを開発した。GRAU index 8D715Pとしても知られるRD-0108はRD-0107と同じ特性と性能を備えるものの、有人仕様の基準を満たす。 このエンジンはThis engine had its first flight on November 16, 1963年11月16日に初飛行して1976年6月29日に最終飛行した
モルニヤ-M ブロック-IのためにOKB-154は信頼性を向上するために改良計画を実施した。この計画でRD-0110が誕生した。受領試験の間にとりわけ始動時の高周波数の燃焼不安定が観測された。しかし、燃焼室内の長手方向にフェルト製の筋を追加する事で解決した RD-0110の開発は1963年に9か月かけて実施され、1964年に初飛行した
同様にソユーズの3段目ではすべての形式に2.1bのRD-0124が登場するまで使用された。1350回以上飛行して累計336,500秒間燃焼して依然として毎年多数が飛行する。

## 設計
RD-0110はKbKhAがちょうどロケットエンジンの設計に参入した時期に開発された。多くの調査の後、単純と信頼性が設計の主な目的だった。この理由により液体酸素とRG-1のポンプが単軸式でタービンで駆動される統合された設計になった。許容できる吸引性能をもたらすためにRD-0110のターボポンプは流入口が2ヶ所ある背中合わせの遠心羽根車を備える。これにより、加圧ポンプを追加せずに相対的に低い流入圧力で作動する。タービンは燃料過剰のガス発生機によって駆動される。 ガス発生器と燃焼室の点火装置は火工品によって点火する。エンジンの制御は調節器と弁の設定で行う。推力は100%から90.5%の間で調整が可能で緊急時に短時間であれば107%まで調整できる
開発中、燃焼の不安定性が観測された。問題は噴射装置に起因する事が判明した。最終的に2液推進剤遠心式気化設計を最適化する事で解決された。認証試験中に起動時の高周波数の燃焼不安定性が依然として観測された。起動時の不安定は60から80回に1回程度でまれで地上での受領でのみ発生したものの、この問題を解決するために大きな労力が注がれた。音響の調査とモデリングにより、解決法が見つかった。6本の可燃性のフェルト製の筋が燃焼室内に縦方向に設置され、恒常的に解決した
RD-0110は燃料を冷媒として使用する再生冷却を備える。他の大部分のソビエトの設計と同様に波型の冷却ジャケットで挟む構造になっている。ノズルの下部は外部の内張りはなく、軽量化のために波型のジャケットがむき出しになっている。この区画は鋼製である。くびれ部は高温にさらされるため、この部分は熱伝導性に優れた銅に溝をフライス加工して内張りが施されている。くびれ部の上部に円環状の隙間のフィルム冷却装置がある。

## 生産
RD-0107/0108/0110エンジンはヴォロネジ機械工場で生産される。

## 派生型
RD-0107は改良され、3形式がある:
- RD-0107 (GRAU Index: 8D715K), RD-461 または RO-8としても知られる.[2] 無人仕様のボスホートブースターで使用される。
- RD-0108 (GRAU Index: 8D715P), also known as 11D55, RD-461 or RO-8.[2] 2人乗りのボスホートロケットと最初の6機のモルニヤ M ブースターで使用された。
- RD-0110 (GRAU Index: 8D715P), 11D55 またはRD-461としても知られる[2] ソユーズ/L/U/U2/FG/2.1aと大部分のモルニヤ Mで使用された。